# Frieschepalen
Frieschepalen est un village situé dans la commune néerlandaise d'Opsterland, dans la province de la Frise. Son nom en frison est Fryske Peallen. Le 1er janvier 2008, le village comptait 1 008 habitants.